# Rapala
Rapala is een geslacht van vlinders uit de familie van de Lycaenidae, de kleine pages, vuurvlinders en blauwtjes. De soorten van dit geslacht komen voor in Centraal- en Oost-Azië.

## Soorten
- Rapala abnormis Elwes, 1893
- Rapala arata (Bremer, 1861
- Rapala arbaimuni Takanami, 1992
- Rapala bomiensis Lee, 1979
- Rapala buxaria de Nicéville, 1889
- Rapala caerulea (Bremer & Grey, 1851)
- Rapala caerulescens (Staudinger, 1889)
- Rapala cassidyi Takanami, 1992
- Rapala catena South, 1913
- Rapala cowani Corbet, 1939
- Rapala cyrhestica Fruhstorfer, 1914
- Rapala damona Swinhoe, 1890
- Rapala dieneces (Hewitson, 1878)
- Rapala dioetas (Hewitson, 1863)
- Rapala diopites (Hewitson, 1869)
- Rapala domitia (Hewitson, 1863)
- Rapala elcia (Hewitson, 1863)
- Rapala enipeus (Staudinger, 1888)
- Rapala extensa Evans, 1926
- Rapala francesca Swinhoe, 1911
- Rapala hades (de Nicéville, 1895)
- Rapala hinomaru Fujioka, 1970
- Rapala horishana Matsumura, 1919
- Rapala iarbus (Fabricius, 1787)
- Rapala koshunna Sonan, 1932
- Rapala lankana (Moore, 1879)
- Rapala lazulina (Moore, 1879)
- Rapala manea (Hewitson, 1863)
- Rapala masara Osada, 1987
- Rapala melida Fruhstorfer, 1912
- Rapala micans (Bremer & Grey, 1853)
- Rapala mikaae Shinkai & Morita, 1997
- Rapala nemorensis Oberthür, 1914
- Rapala nissa (Kollar, 1844)
- Rapala pheretima (Hewitson, 1863)
- Rapala rectivitta (Moore, 1879)
- Rapala refulgens de Nicéville, 1891
- Rapala renata Fruhstorfer, 1912
- Rapala repercussa Leech, 1890
- Rapala rhoda de Nicéville, 1896
- Rapala rhodopis de Nicéville, 1896
- Rapala rhoecus de Nicéville, 1895
- Rapala ribbei (Röber, 1886)
- Rapala rosacea de Nicéville, 1889
- Rapala rubida Tytler, 1926
- Rapala scintilla de Nicéville, 1890
- Rapala selira (Moore, 1874)
- Rapala subpurpurea Leech, 1890
- Rapala suffusa (Moore, 1878)
- Rapala takasagonis Matsumura, 1929
- Rapala tara de Nicéville, 1889
- Rapala tomokoae Hayashi, Schröder & Treadaway, 1978
- Rapala vajana Corbet, 1940
- Rapala varuna (Horsfield, 1829)
- Rapala zamona Fruhstorfer, 1912